# تريفون غراهام
تريفون غراهام (بالإنجليزية: Treveon Graham) مواليد 29 أكتوبر 1993 في واشنطن العاصمة، هو لاعب كرة سلة أمريكي. بدأ مسيرته الاحترافية في سنة 2015. يلعب مع شارلوت هورنتس في الرابطة الوطنية لكرة السلة. يحمل الرقم 12. يبلغ طوله 6 قدم 6 بوصة (2.0 م).

## إحصائيات المسيرة

### الموسم الاعتيادي
| السنة   | الفريق        | لعب | بدأ | دقيقة | ميداني% | ثلاثية | حرة  | ارتداد | صنع | استلاب | تصدي | نقطة |
| ------- | ------------- | --- | --- | ----- | ------- | ------ | ---- | ------ | --- | ------ | ---- | ---- |
| 2016–17 | شارلوت هورنتس | 27  | 1   | 7.0   | .475    | .600   | .667 | .8     | .2  | .2     | .0   | 2.1  |
| المسيرة | المسيرة       | 27  | 1   | 7.0   | .475    | .600   | .667 | .8     | .2  | .2     | .0   | 2.1  |

## روابط خارجية
- تريفون غراهام على موقع إن بي أي (الإنجليزية)
- تريفون غراهام على موقع الدوري التايواني الممتاز لكرة السلة (الصينية)
- تريفون غراهام على موقع سبورتس رفرنس (الإنجليزية)
- تريفون غراهام على موقع كرة السلة الأوروبية.كوم (الإنجليزية)
- تريفون غراهام على موقع DraftExpress.com (الإنجليزية)
- تريفون غراهام على موقع إي إس بي إن.كوم (الإنجليزية)
- تريفون غراهام على موقع كلية كرة السلة في سبورتس رفرنس.كوم (الإنجليزية)
- تريفون غراهام على موقع ريلجم (الإنجليزية)
- تريفون غراهام على موقع بروبوليرز (الإنجليزية)
- تريفون غراهام على موقع سبورتس رفرنس (الإنجليزية)